# Nijmeegs Studentenkoor Alphons Diepenbrock
Het Nijmeegs Studentenkoor Alphons Diepenbrock (NSKAD) is een studentenkoor uit Nijmegen. Het koor heeft een klassiek repertoire en heeft als doelstelling om de leden kennis te laten maken met zo veel mogelijk soorten klassieke muziek uit verschillende tijden. Het koor bestaat voornamelijk uit (oud-)studenten en medewerkers van de Radboud Universiteit en de Hogeschool Arnhem Nijmegen. In de laatste paar jaren is het gehalte internationale studenten aanzienlijk hoger geworden, en de voertaal is dan ook Engels.

## Activiteiten
Door het jaar heen wordt er naar de twee grote concerten toegewerkt: het winter- en het zomerconcert. Daarbij wordt gevarieerd klassiek repertoire uitgevoerd, in de laatste jaren voornamelijk begeleid door orgel of piano. Dit vindt over het algemeen plaats in een kerk in Nijmegen, tegenwoordig meestal in de Groenestraatkerk.
Daarnaast treedt het koor ook regelmatig op bij andere aangelegenheden. Zo treedt het regelmatig op bij Nijmegen Klinkt, en het wordt ook regelmatig gevraagd voor de opening van het academisch jaar of de Dies Natalis van de Radboud Universiteit. Ook worden er in de kerstperiode vaak kleine kerstoptredens gepland. 
In 2023 werd het koor ook uitgenodigd om mee te doen aan de eerste Klassieke Revue van het popduo Clean Pete in Nijmegen.
In de tijd dat het koor aanzienlijk groter was werd er ook een kleiner projectkoor gevormd dat hun eigen concerten had.

## Geschiedenis
In 1937 werd in Nijmegen de vereniging 'Alphons Diepenbrock' opgericht, die bestond uit een koor en een orkest. De vereniging werd genoemd naar de Nederlandse componist Alphons Diepenbrock. De eerste dirigent was Max Prick van Wely. Tijdens de Tweede Wereldoorlog verdween de vereniging. Na de oorlog werd de Studenten Muziekvereniging Dr. Alphons Diepenbrock opgericht.
In 1952 scheidde het orkest zich af en ging verder als het Nijmeegs Studentenorkest Collegium Musicum Carolinum (CMC). Het koor noemde zich vanaf toen Nijmeegs Gemengd Studentenkoor "Dr. Alphons Diepenbrock". Zowel koor als orkest kwamen onder leiding van pater Ben Kahmann. In 1963 werd de aanduiding "Gemengd" uit de naam van het koor geschrapt; in 1969 verdween ook de titel "Dr.".
Het koor voerde in april 1956 de Nederlandse première uit van The Fairy-Queen van Henry Purcell, in een samenwerking met studentenorkest Collegium Musicum Carolinum en klassieke dansgroep Les Précieuses Ridicules. In 1964 was het Nijmeegs studentenkoor een aantal keer te horen in het KRO-radioprogramma U hebt voorrang. In 1966 werkte het koor mee aan een radio-opname van de AVRO, waarvan later in eigen beheer een langspeelplaat werd uitgebracht. Hierop werd onder andere het aan het NSKAD opgedragen stuk Geldeloos, je doet me pijn van Joop Voorn uitgevoerd. Bij het zesde lustrum in 1967 ging het aan koor en dirigent Kahmann opgedragen Quattuor Antiphonae Finales van Anton van Deursen in première.
Op 2 september 1967 luisterde het Nijmeegs Studentenkoor "Dr. Alphons Diepenbrock" onder leiding van pater Kahmann de doopplechtigheid van prins Willem-Alexander op. Bij het zevende lustrum in 1972 werd de wereldpremière van Den spieghel der Salicheit van Elckerlyck studente van Kahmann op tekst van Guus Pikkemaat uitgevoerd. Bij de viering van het tiende lustrum van de Katholieke Universiteit Nijmegen in 1974 werkte het koor mee aan de uitvoering van het gelegenheidswerk Il Principe van Louis Andriessen.
In 1981 voerde het koor Kortsluiting uit, een speciaal voor het NSKAD geschreven opera van Hans Glas met choreografie van Arend Bulder op gedichten van Paul van Ostaijen. In juni 1997 werd ter gelegenheid van het lustrum in samenwerking met het Nijmeegs Studentenorkest CMC het werk Denkend aan Holland van de Nijmeegse componist Theo Hoek uitgevoerd. Bij het lustrumconcert in juni 2007 bracht het NSKAD in Concertgebouw de Vereeniging de Nederlandse première van de Missa Solemnis in E van Luigi Cherubini ten gehore.
Sinds 2000 heeft het koor een eigen blad getiteld Bianca Castafiore, dat 2 keer per jaar verschijnt.

### 75-jarig bestaan
In 2012 bestond het koor 75 jaar. Dit 15e lustrumjaar werd geopend met een concert in Concertgebouw de Vereeniging, waar het Dona Nobis Pacem van Ralph Vaughan Williams en de Mis van Igor Stravinsky werden uitgevoerd. Tevens werd Il Principe van Louis Andriessen uitgevoerd, precies 37,5 jaar na de vorige uitvoering (in 2012 de helft van het bestaan van het Nijmeegs Studentenkoor).
Verder gaf het koor in uitwisseling met het studentenorkest van Kopenhagen, SymfUni, zowel in Nederland als in Denemarken in mei en juni 2012 concerten, waarbij het Te Deum van Dvorak en Elverskud van de Deense componist Niels Gade werden uitgevoerd. In het najaar van 2012 werd een scratchdag georganiseerd, waarbij ter afsluiting van het jubileum in samenwerking met zowel leden als oud-leden een concert werd ingestudeerd waarbij de Messa di gloria van Puccini werd gezongen.

## Dirigenten
Het koor heeft in 85 jaar onder leiding gestaan van de 13 dirigenten weergegeven in onderstaande tabel.
| Periode    | Dirigent           |
| ---------- | ------------------ |
| 1937-1940  | Max Prick van Wely |
| 1948-1949  | C. Ingen-Hausz     |
| 1949-1952  | Jack van der Zand  |
| 1952-1974  | Ben Kahmann        |
| 1974-1989  | Kees Stolwijk jr.  |
| 1989-1996  | Ulrike Heider      |
| 1996-2001  | Pauli Yap          |
| 2001-2006  | Gijs Leenaars      |
| 2006-2007  | Patrick Pranger    |
| 2007-2016  | Hans de Wilde      |
| 2016-2019  | Fiona Ellis        |
| 2019-2022  | Gilles Michels     |
| 2022-heden | Leenke de Lege     |